# Escopinya verrucosa
L'escopinya verrucosa (Acanthocardia tuberculata) és una espècie de mol·lusc bivalve marí comestible però no gaire apreciat.

## Noms comuns
Escopinya verrucosa, copinya verrucosa, ratllat, ou ratllat, petxina ratllada, petxina de Montserrat.

## Descripció
Fa fins a 9 cm de llargada, viuen a una fondària de fins a 80 m en zones de sorra grossa, sota la influència dels corrents. Sovint es troba la seva closca a les platges. La closca és sòlida i gruixuda amb costelles força sortints, és de color crema amb taques rosades i marrons, sense espines i l'interior és blanc.

## Distribució
Part sud del mar del Nord, fins al Mediterrani i nord-oest d'Àfrica.